# Alde Manuce le Jeune
Pour les articles homonymes, voir Aldo Manuzio et Alde.
Alde Manuce, dit « le Jeune », né le 13 février 1547 à Venise (République de Venise) et mort le 24 octobre 1597 à Rome (États pontificaux), est un imprimeur vénitien. 
Son père Paul Manuce, fils d'Alde l'Ancien, avait créé à Venise une académie de jeunes nobles « auxquels il enseignait les lettres anciennes et les techniques de la profession. En 1561, le pape Paul IV l'appela à Rome et lui confia l'impression des Pères de l'Église ».

## Biographie

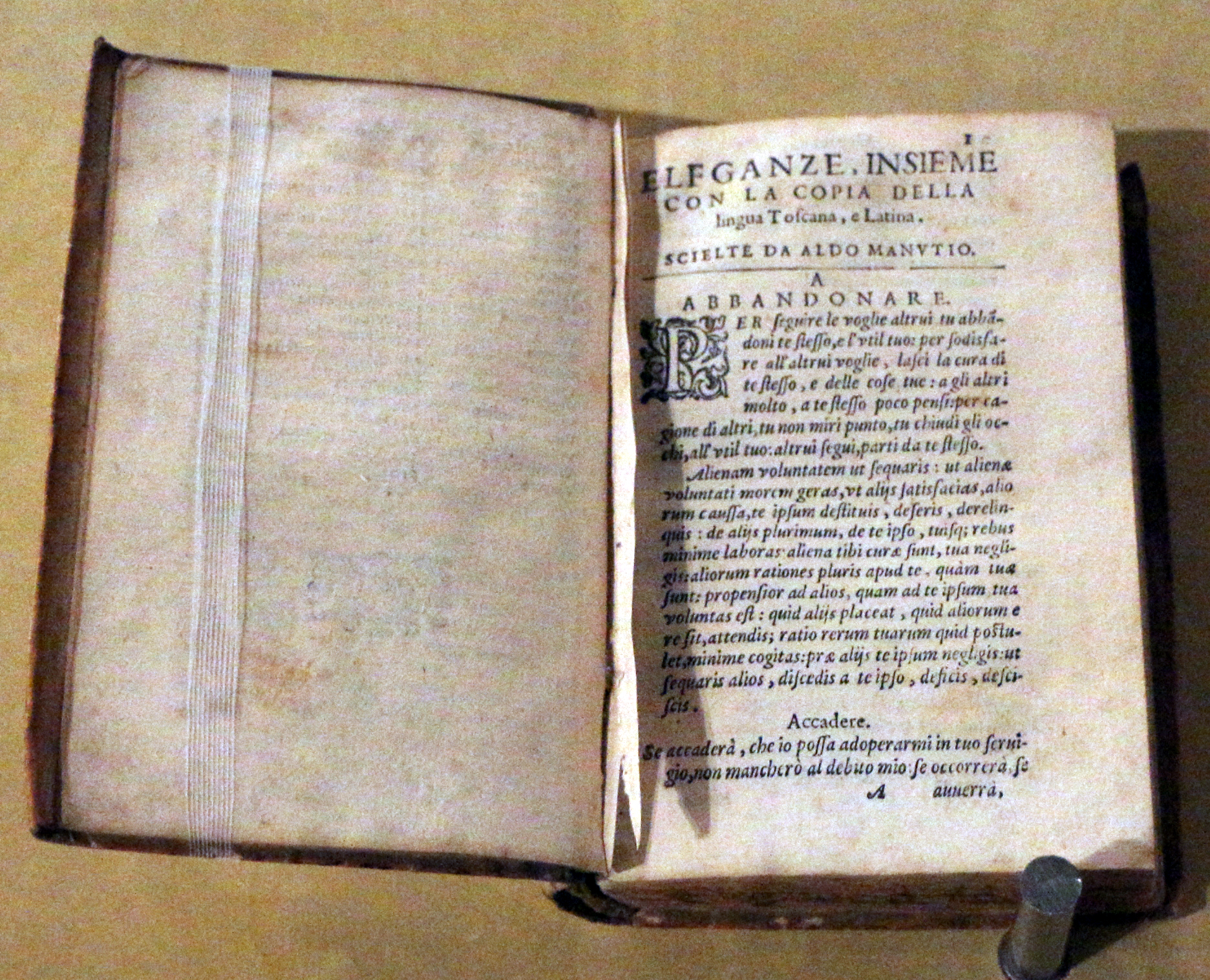
Aldo Manuzio, Eleganze della lingua Latina e toscana, Venezia, presso G.B. Bonfandino, 1588.

Né à Venise le 13 février 1547, il annonça des dispositions prématurées que son père cultiva lui-même avec le plus grand soin. A l’âge de onze ans, il publia un Recueil des élégances des langues latine et italienne, qui eut beaucoup de succès ; mais on croit assez généralement qu’il avait été aidé par son père. Trois ans après, il fit paraître son Orthographiæ ratio, où il donne un système rationnel et fondé sur les monuments, tels que les inscriptions, médailles et manuscrits, pour orthographier d'une manière régulière en langue latine.
En 1562, appelé à Rome par son père Paul Manuce, il fit, sous un maître aussi habile, une étude approfondie des monuments, et donna en 1566 une nouvelle édition de ce traité, augmentée des inscriptions recueillies par lui-même et d'un opuscule sur les abréviations qu'elles offrent. Il y ajouta l'ancien calendrier romain, que son père avait publié pour la première fois dans les Fasti Romani, d'après un marbre antique.
Il était de retour à Venise au plus tard en 1565, et il avait pris la direction de l’imprimerie Aldine, dont l’absence de Paul n’interrompit point les utiles travaux. Il fut nommé en 1576 professeur de belles-lettres des écoles de la chancellerie ; et en 1584, il joignit à cet emploi celui de secrétaire du Sénat. Il remit son imprimerie qu’il avait très négligée à Niccolò Manassi, l’un de ses ouvriers ; et, malgré les preuves d’estime qu’il avait reçues de ses concitoyens, il abandonna Venise en 1585 pour aller remplir à Bologne la chaire d’éloquence, vacante par la mort de Sigonius.
L’offre d’un traitement plus avantageux le détermina, en 1587, à passer Pise ; et deux ans après, cédant aux sollicitations de ses amis, il accepta la chaire que Muret avait occupée à Rome avec tant de distinction, et qu’on lui gardait depuis la mort de ce savant professeur. Le sort de Manuce s’améliora encore sous le pontificat de Clément VIII, qui lui confia en 1590 la direction de l’imprimerie vaticane. Il avait le défaut de se livrer avec excès aux plaisirs de la table ; et il mourut d’une suite de débauche, le 28 octobre 1597, dans sa 51e année, ce qui mit fin aux Presses aldines.
Il avait de la mémoire et de l’érudition, mais beaucoup moins de goût et de critique que son père ; il fut accusé de plagiat pour avoir publié sous son nom les notes que le savant Claude Dupuy lui avait communiquées sur Paterculus.

## Œuvres
- Eleganze insieme con la copia della lingua toscana e latina, Venise, 1558, in-8°. Cette compilation fut réimprimée une seconde fois dans la même année, puis en 1559, 1580, etc.
- Orthographiæ ratio, collecta ex libris antiquis grammaticis, etc., ibid., 1561 ; nouv. édit. augmentée, 1566, in-8°. Ce traité peut avoir encore son utilité. Dans la deuxième édition, le traité d'orthographe est suivi d'un deuxième traité de linguistique. Les sources de Manuce sont la littérature ancienne, mais aussi les documents et les monnaies. Manuce en publia un abrégé (Epitome orthographiæ), 1575, in-8° ; et, de l’avis de Antoine-Augustin Renouard, c’est son meilleur ouvrage.
- Discorso intorno all’eccellenza delle republiche, 1572, in-4°, édition citée par Zeno, et qui ne peut être que fort rare ; mais ce discours a été réimprimé sans nom d’auteur à la fin de l’ouvrage de Contarini, Republica di Venetia, 1591, in-8°.
- Locuzioni dell’epistole di Cicerone, 1575, in-8°.
- De quæsitis per epistolam, libri III, 1576, in-8°. Cet ouvrage, dans lequel Manuce discute trente questions d’antiquités, n’a de rapport que par le titre avec celui de J. Parrhasio, qu’on l’accusa mal à propos de s’être approprié. Ces petits traités assez estimés ont été insérés, en partie, dans le Lampas de Gruter, t. 4. Gronovius a publié dans le Thesaur. antiquit. græc., t. 9, De cælatura et pictura veterum ; et Grævius, dans le Thesaur. antiquit. romanar., t. 6, De toga, de tunica et De tibiis.
- Oratio in funere B. Rottarii, ducis Sabaudiæ, apud remp. venetam legati, 1578, in-4°.
- il Perfetto gentil’uomo, 1584, in-4°.
- Locutioni di Terentio, Venise, Aldo, 1585 (lire en ligne).
- Vita di Cosimo I° de Medicis, gran duca di Toscana, Bologne, 1586, in-fol. rare.
- Le Azioni di Castruccio Castracane, Rome, 1590, in-4°. Cette Vie de Castruccio est citée avec éloge par de Thou.
- Lettere volgari, ibid., 1592, in-4°.
- Viginti cinque discorsi politici sopra Livio della seconda guerra cartaginese, ibid., 1601, in-8°.
- Phrases linguae latinae. Nunc primum in ordinem abecedarium adducta, & in Anglicum sermonem conversæ, Londres, 1636.

On a encore d’Alde le jeune quelques Discours, une Explication de l’ode d’Horace De laudibus vitæ rusticæ ; des Commentaires sur l’Art poétique d’Horace, sur la Rhétorique et sur les Livres philosophiques de Cicéron. Après sa mort, la riche et nombreuse bibliothèque formée par son aïeul et son père fut partagée entre ses créanciers et ses neveux ; on dit qu’il avait l’intention de la léguer à la ville de Venise. Apostolo Zeno a publié une excellente notice sur Alde le jeune, à la tête des Epistole famigliari di Cicerone, trad., 1736, 2 vol. in-8°. De Thou, Baillet, Maittaire, Tiraboschi, ont donné des renseignements plus ou moins étendus sur cette famille célèbre ; mais l’ouvrage le plus complet et le plus exact qui ait encore paru est les Annales de l’imprimerie des Aldes, ou Histoire des trois Manuce, etc., par M. A. A. Renouard, Paris, 1803-12, 3 vol. in-8°, fig. Le tome 1er contient le catalogue des éditions sorties des presses des Alde ; le second, les Vies des trois Manuce, avec différentes pièces relatives à leur histoire, la liste des éditions d’André d’Asola et de Colombel qui prirent la marque Aldine, etc. Le 3e volume renferme les additions et les corrections.